# Mekhitsa

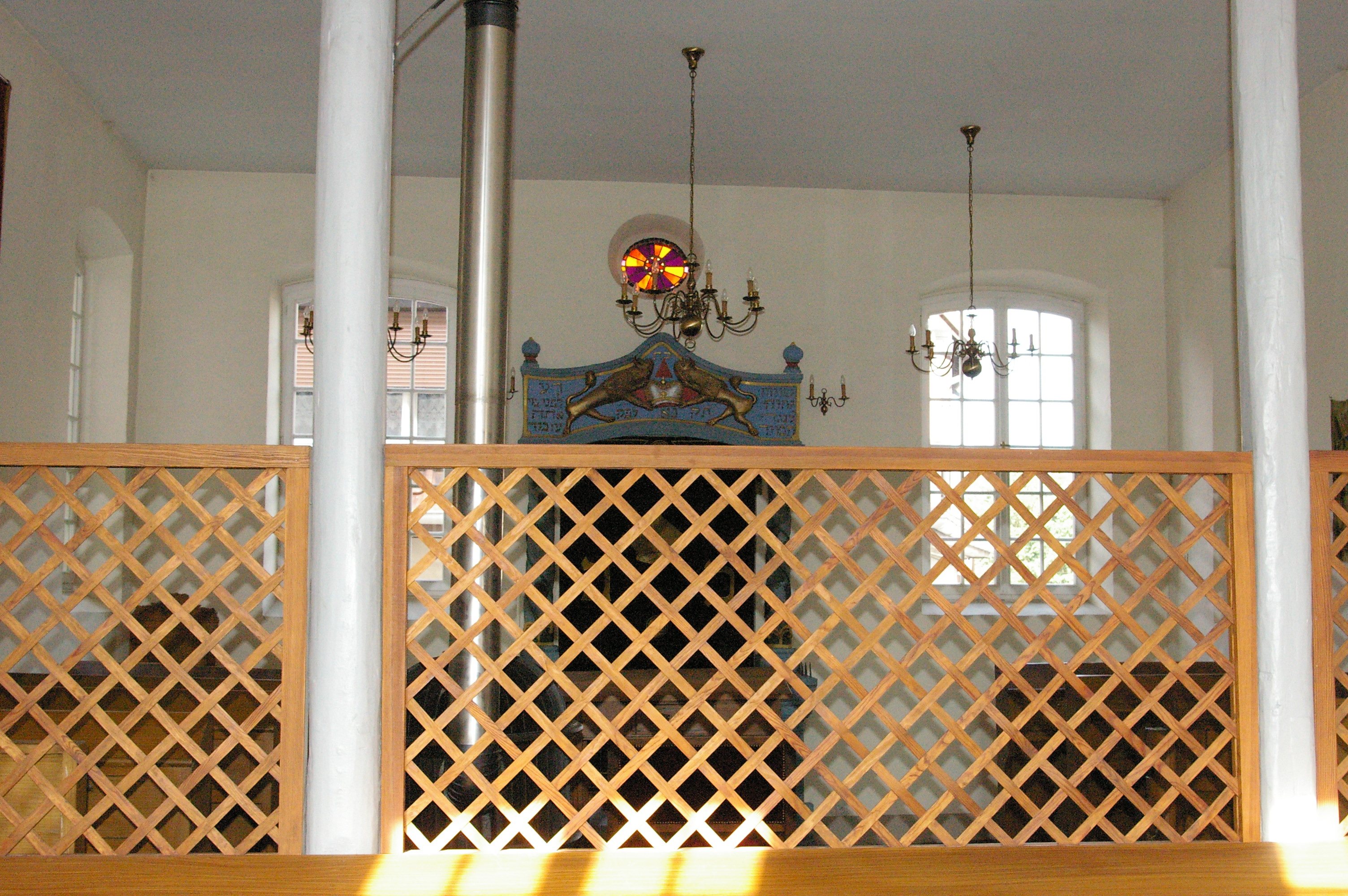
Synagogue de Pfaffenhoffen : les femmes sont derrière les hommes séparées par un treillage

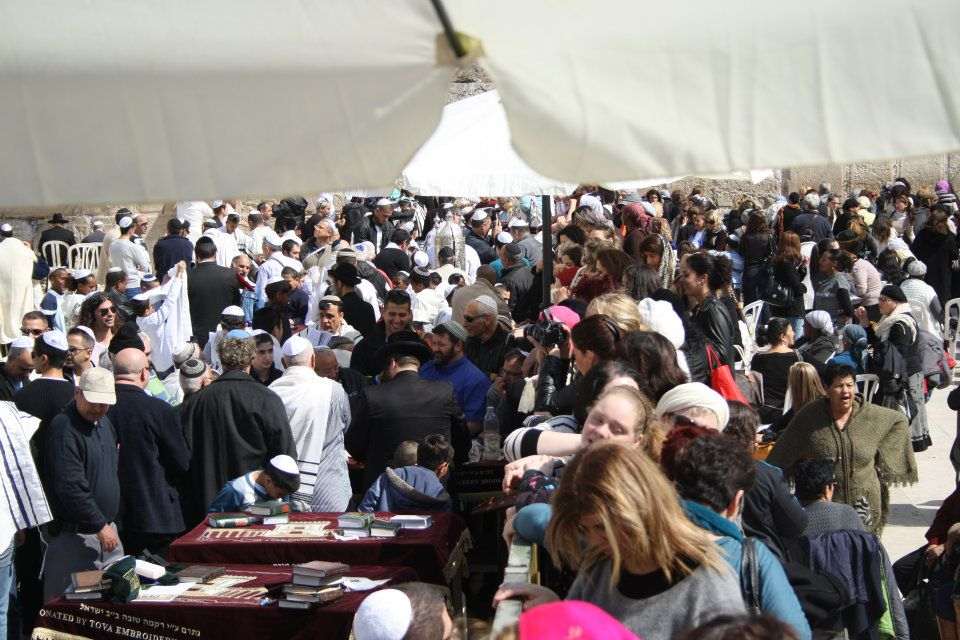
Séparation entre hommes et femmes au Kotel, 2012

Une mekhitsa (Hébreu: מחיצה, partition ou division) est une séparation physique entre les hommes et les femmes dans certaines synagogues.

## Origine
La séparation existant entre les hommes et les femmes dans une synagogue est fondée sur un texte du Talmud (Soucca 51b, 52a) qui rappelle que dans le temple de Jérusalem hommes et femmes étaient séparés à l'occasion de la fête de Soukkot. D'autre part, Zacharie prescrit aux hommes et aux femmes de célébrer séparément le deuil (Zacharie 12:12-14).
Les rabbins du Talmud ont donc généralisé cette prescription à toutes les célébrations dans la synagogue.

## Usage

### Séparation des hommes et des femmes à la synagogue
Les synagogues orthodoxes ont maintenu cet usage alors que dans les synagogues conservatives ou réformées hommes et femmes s'asseyent les uns à côté des autres. Toutefois, même dans les synagogues orthodoxes, des situations différentes peuvent exister. Il est généralement admis que ce sont les hommes qui ne doivent pas pouvoir voir les femmes et donc celles-ci assistent à l'office derrière les hommes ou dans une tribune au-dessus d'eux. Il peut aussi exister des séparations beaucoup plus radicales par exemple dans la synagogue Vieille-Nouvelle de Prague où les femmes sont cantonnées dans une pièce qui n'ouvre sur la salle principale de la synagogue que par de petites fenêtres percées à travers un mur épais.

### Erouv
Il existe d'autres mekhitsot dans le judaïsme comme l'Érouv qui réfère aux limites que ne doit pas franchir, en portant une charge, le juif orthodoxe durant le chabbat.